# Én đêm
Én đêm (tiếng Nga: Ночные ласточки, Nochnye lastochki) là một bộ phim truyền hình 8 tập thuộc thể loại hành động, chiến tranh trong bối cảnh cuộc Chiến tranh Vệ quốc vĩ đại, do hãng phim truyền hình StarMedia (Nga) sản xuất. Phim có nội dung nói về các phi công nữ thuộc Trung đoàn không quân Cận vệ ném bom đêm số 46, nổi tiếng với biệt danh Phù thủy đêm.

## Tóm tắt nội dung
Bộ phim về về cuộc đời và những chiến công của các phi công nữ mang biệt danh Phù thủy đêm. Câu chuyện xoay quanh nhiệm vụ phối hợp giữa phi đội đặc nhiệm do Đại úy Evgenia Zvonareva chỉ huy và đội trinh sát do Đại úy Alexander Makeev chỉ huy.

## Các diễn viên chính
- Tatyana Arntgolts - Evgenia Zvonareva, Đại úy phi công, đội trưởng phi đội đặc nhiệm
- Denis Nikiforov - Alexander Makeev, Đại úy trinh sát, đội trưởng đội trinh sát
- Elizaveta Nilova - Galina Shevchenko, phi công, bạn thân của Zvonareva
- Mikhail Evlanov - Ivan Piven, trinh sát, thành viên trong đội của Makeev
- Evgeny Ganelin - Anatoly Palenko, Đại tá, Trung đoàn trưởng
- Igor Savochkin - Pyotr Soloviev, trinh sát, thành viên trong đội của Makeev